# شهر آفتاب (فیلم)
شهر آفتاب فیلمی به کارگردانی و نویسندگی محمد زرین دست محصول سال ۱۳۵۱ است.

## داستان
احمد (حسین حسینی) جوانی شهرستانی است که طلایه خانم (نادره) به او جا و مکان داده است…

## بازیگران
- نیلوفر
- حسن حسینی
- آنوشاوان هاروتیونیان
- حمیده خیرآبادی
- حسین امیرفضلی
- محمد عبدی
- منوچهر ژیان
- ناصر کوره چیان
- یاسمین
- شهناز
- مریم
- کامران باختر
- فروغ
- حسین شهاب
- احمدزاده
- شهرام
- پرویز
- حسن